# Parque natural de la Serre

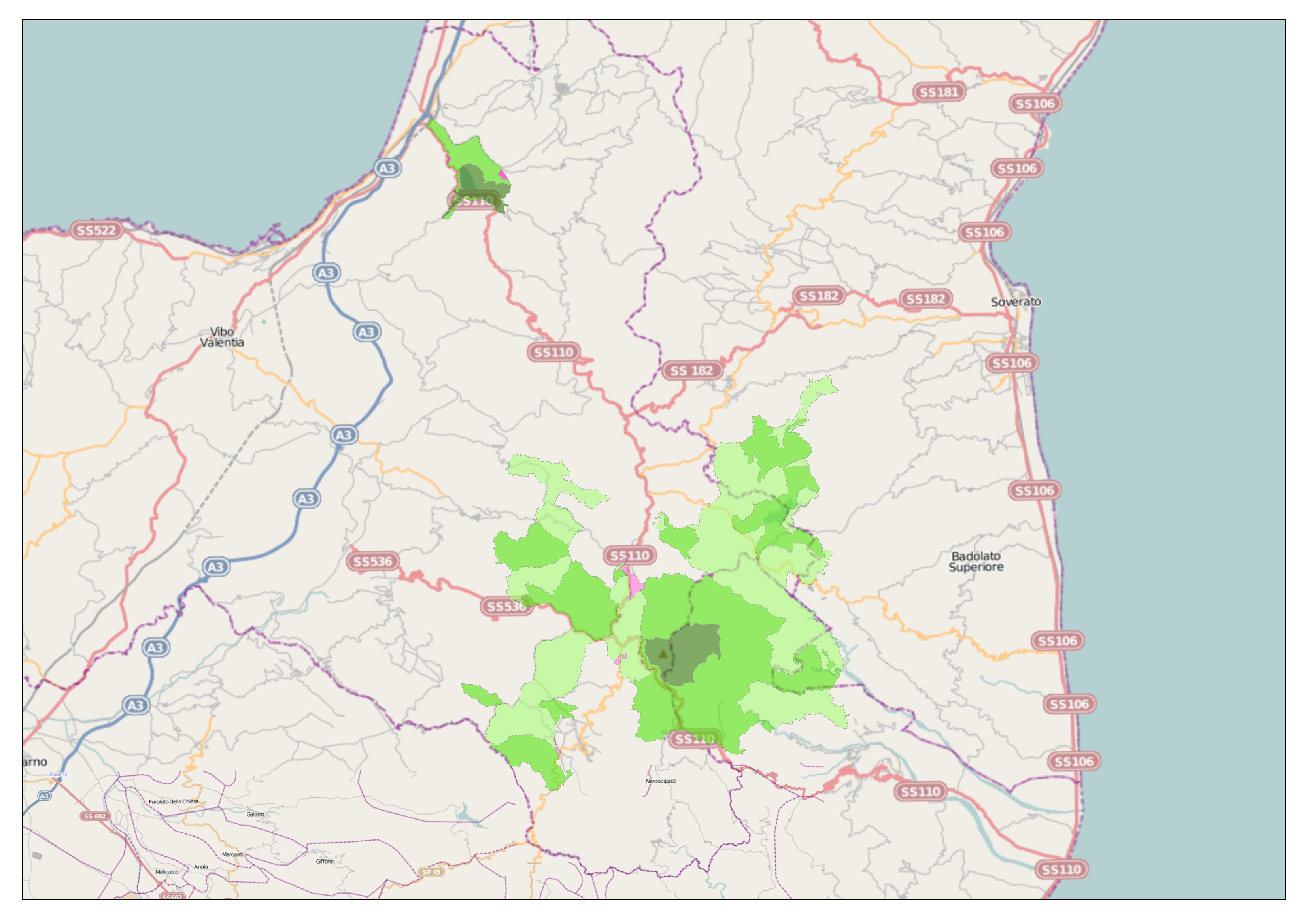
Mapa del Parque

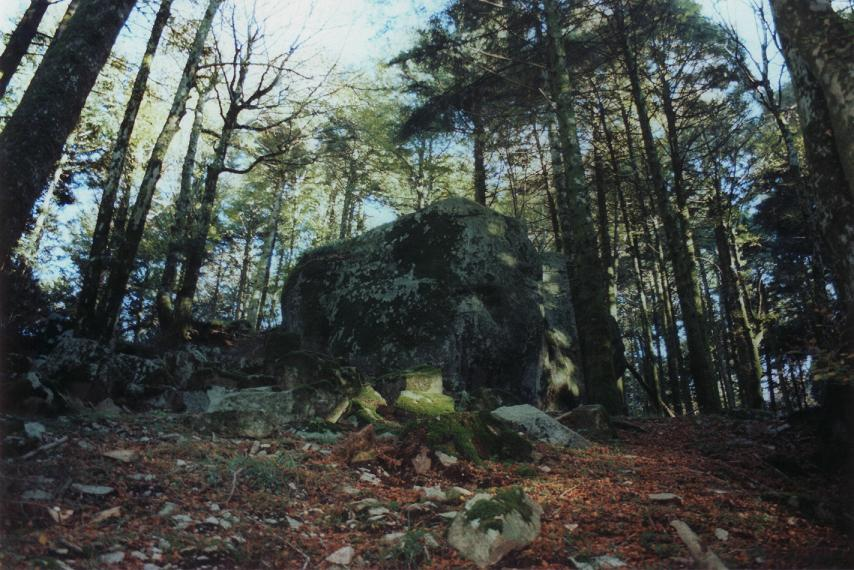
Bosco Archiforo con la Piedra del Ammienzo

El parque natural regional de Serre (en italiano: Parco Naturale Regionale delle Serre) es un área natural protegida de la región de Calabria, establecida en 2004. Situado entre el Aspromonte y la Sila, está atravesada por dos largas cadenas de montañas, grandes bosques, entre ellos el bosque de Stilo y ríos con cascadas como Marmarico (el más alto de 118 m) , en la ciudad de Bivongi, y la cascada de Pietra Cupa, en la Fiumara Assi de Guardavalle.

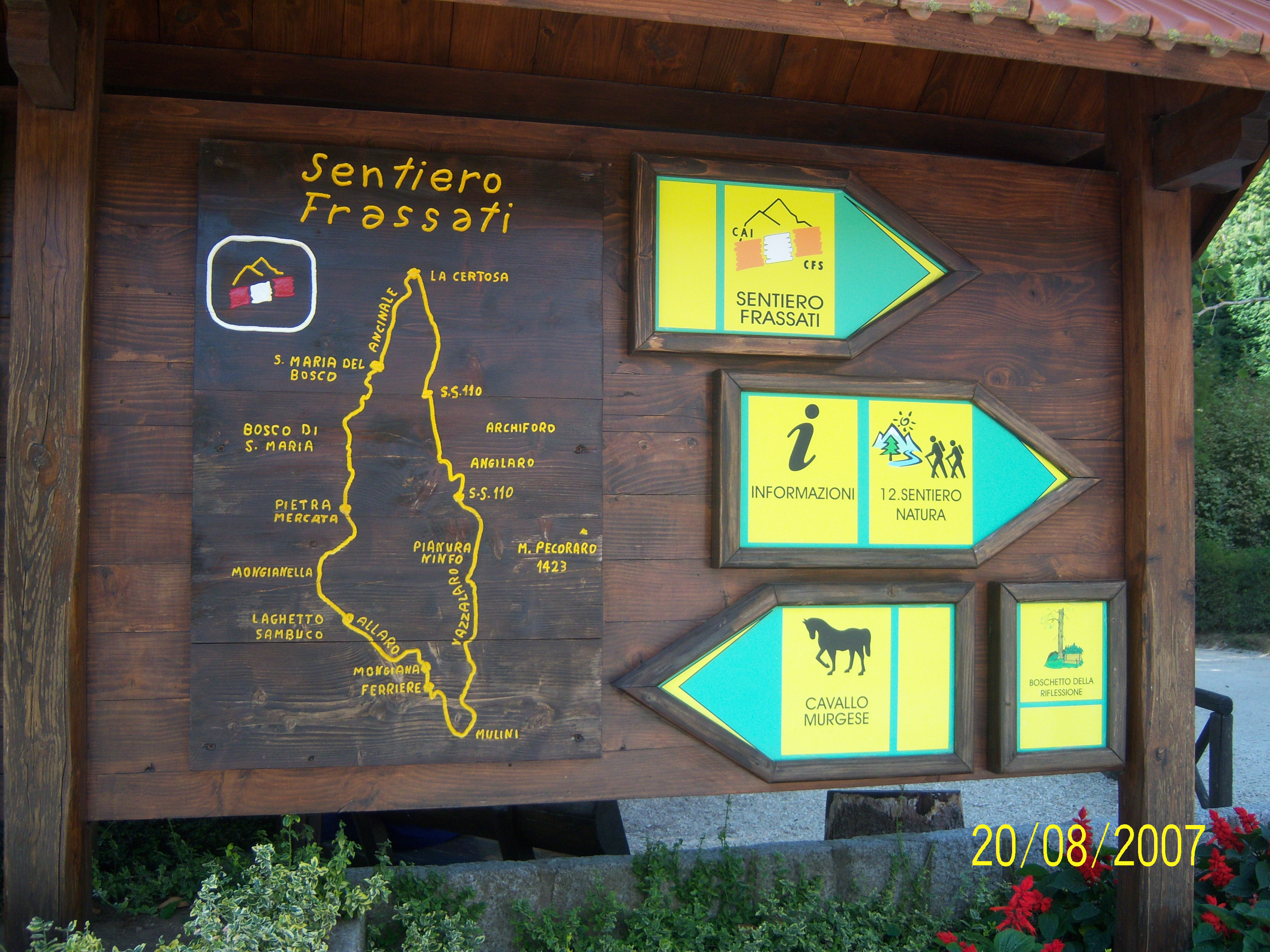
Sendero Frassati
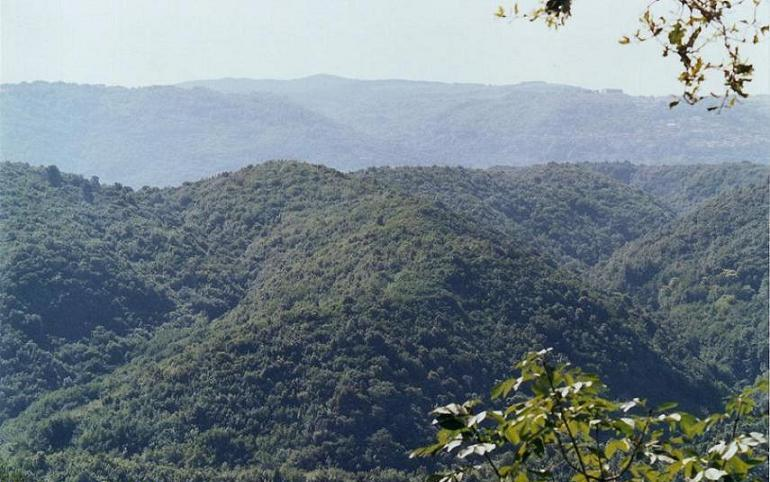
La Sierra del Fallà. Filogaso